# Moliets-et-Maa
Moliets-et-Maa – miejscowość i gmina we Francji, w regionie Nowa Akwitania, w departamencie Landy.
Według danych na rok 1990 gminę zamieszkiwało 420 osób, a gęstość zaludnienia wynosiła 15 osób/km² (wśród 2290 gmin Akwitanii Moliets-et-Maa plasuje się na 775. miejscu pod względem liczby ludności, natomiast pod względem powierzchni na miejscu 314.).